# Habřina (Úštěk)
Habřina je vesnice, část města Úštěku v okrese Litoměřice. Nachází se asi tři kilometry západně od Úštěku. Habřina leží v katastrálním území Habřina u Úštěku o rozloze 3,93 km². Obcí prochází dnes již zrušená železniční trať Velké Březno – Verneřice – Úštěk a silnice II/260. 

## Historie

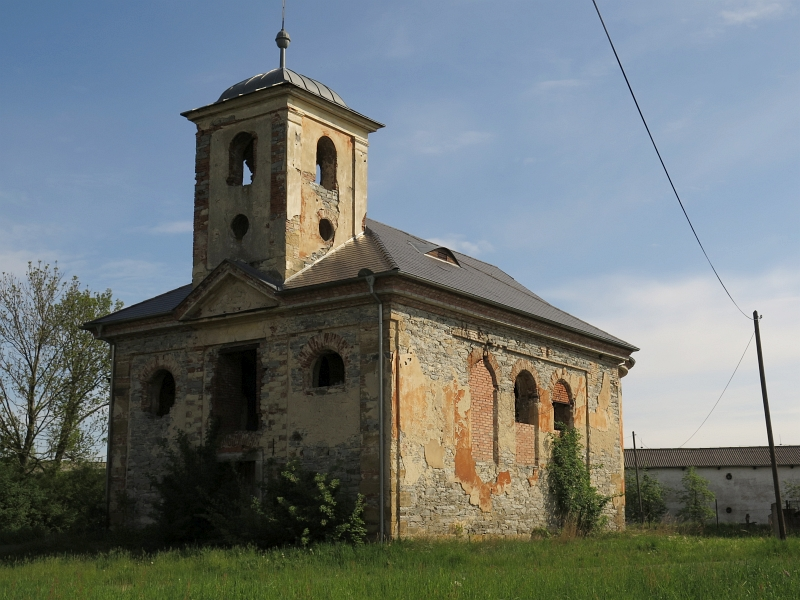
Evangelický kostel

První písemná zmínka o Habřině pochází z roku 1426, kdy vesnice patřila k úštěckému panství. Po třicetileté válce ve vsi podle berní ruly z roku 1654 stálo třicet usedlostí, z nichž dvacet bylo selských. Vesnice tehdy byla rozdělena na dva díly, které patřily litoměřickým a staroměstským jezuitům.
Roku 1780 měla obec 48 stavení, o 40 let později již 51 domů s 271 obyvateli. Škola byla v obci založena v roce 1787 za panování císaře Josefa II. Po vydání tolerančního patentu roku 1781, byla v Habřině roku 1784 založena evangelická obec. Habřinská evangelická obec patřila mezi nejstarší v Čechách. V roce 1851 si evangelíci postavili ve vsi faru, v níž byla od roku 1862 jednotřídní evangelická škola. S finanční pomocí německého spolku Gustav Adolf si v letech 1850–1853 zbudovali svůj kostel a v roce 1861 založili na okraji vsi hřbitov. Evangelická škola v Habřině existovala vedle školy veřejné, jež dostala roku 1908 novou budovu, až do roku 1924. V roce 1945 měla obec 55 popisných čísel, ale osídleno bylo pouze 29 usedlostí.

## Obyvatelstvo
Při sčítání lidu v roce 1921 zde žilo 312 obyvatel (z toho 150 mužů), z nichž byli dva Čechoslováci, 298 Němců, jeden příslušník jiné národnosti a jedenáct cizinců. Většina se hlásila k římskokatolické církvi, ale 78 lidí bylo evangelíky a jeden člověk patřil k nezjišťovaným církvím. Podle sčítání lidu z roku 1930 měla vesnice 296 obyvatel: třináct Čechoslováků, 280 Němců a tři cizince. Až na jednoho člověka bez vyznání a 83 evangelíků byli římskými katolíky.
|                                                                 | 1869 | 1880 | 1890 | 1900 | 1910 | 1921 | 1930 | 1950 | 1961 | 1970 | 1980 | 1991 | 2001 | 2011 |
| --------------------------------------------------------------- | ---- | ---- | ---- | ---- | ---- | ---- | ---- | ---- | ---- | ---- | ---- | ---- | ---- | ---- |
| Obyvatelé                                                       | 331  | 293  | 299  | 290  | 309  | 312  | 296  | 149  | 129  | 107  | 100  | 76   | 70   | 100  |
| Domy                                                            | 52   | 52   | 54   | 53   | 52   | 51   | 51   | 35   | 37   | 22   | 23   | 22   | 27   | 51   |
| Počet domů z roku 1961 zahrnuje domy místní části Dolní Vysoké. |      |      |      |      |      |      |      |      |      |      |      |      |      |      |

## Pamětihodnosti

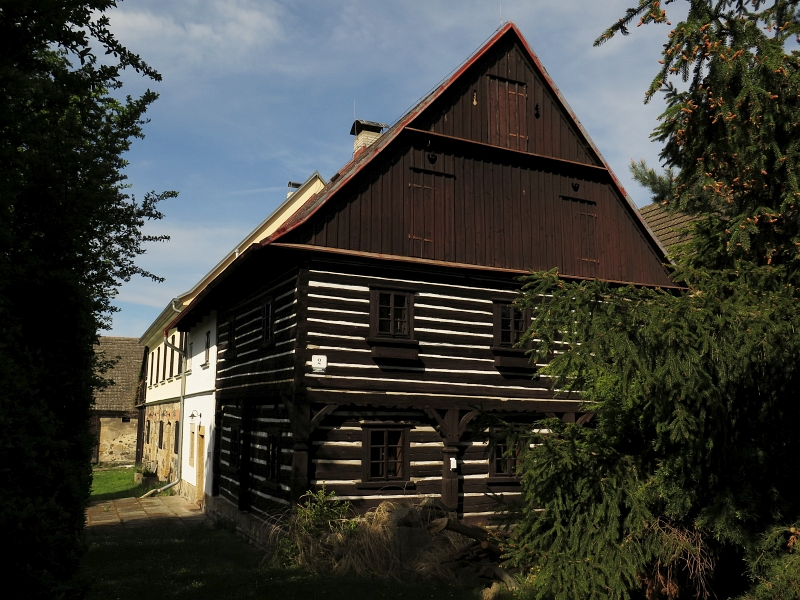
Dům čp. 2

Jádrem Habřiny je náves vřetenovitého tvaru, kterou vede silnice II/260 do Úštěka. Její existence se spolu s množstvím demolic ve druhé polovině dvacátého století projevila narušením původního vzhledu vesnice. Množství roubených staveb a dalších budov si přesto uchovalo památkovou hodnotu. K památkově chráněným stavbám ve vsi patří domy čp. 2, 3, 9, 33 a 46, usedlost čp. 45, vodní mlýn čp. 51, sýpka u domu čp. 10 a torzo evangelického kostela.
Patrový dům čp. 2 má roubenou přední část s podstávkovým patrem a bedněným štítem. Ve stavu z roku 2006 byl lépe dochovaný dům čp. 3. Do jeho zadní zděné části se vstupuje kamenným portálem a v patře vede pavlač s ozdobným zábradlím. Bednění štítu je vyskládáno do trojetážové lomenice. Dům čp. 9 má zděné přízemí a roubené patro s nádvorní pavlačí. V hmotě přízemí jsou patrná místa zazděného vjezdového portálu a kamenná ostění oken. Roubenou přední část má také dům čp. 46 s podstávkovým patrem, trojetážovou lomenicí ve štítu a dochovanými trámkovými zárubněmi oken v prvním patře. Autenticitu domu naopak snižují novodobá přízemní okna. Roubené konstrukce se dochovaly také v dalších domech: čp. 27, 33, 43, 36 a 51 nebo dřívější čp. 50. U některých usedlostí se zachovaly velké stodoly, často doplněné o chmelové sušárny v polopatrech.
Mladší zděná zástavba pochází ze druhé poloviny devatenáctého a první třetiny dvacátého století. Usedlosti čp. 1, 13, 29, 31 a 44 mají dochované eklektické fasády. Dům čp. 49 na návsi má novorenesanční průčelí a sloužil jako škola.